# Alfred Schöls
Alfred Schöls (* 15. Juni 1951 in Horn) ist ein österreichischer Beamter und Politiker (ÖVP). Schöls war Abgeordneter zum Österreichischen Nationalrat und zum Bundesrat.

## Ausbildung und Beruf
Schöls absolvierte nach der Volks- und Hauptschule eine kaufmännische Berufsschule und leistete den Präsenzdienst ab. Er war zwischen 1970 und 1978 Vertragsbediensteter der Niederösterreichischen Landesregierung und ist seit 1978 Beamter der Niederösterreichischen Landesregierung. 1993 wurde er Fachoberinspektor.

## Politik
Schöls war von 1989 bis 2021 Vorsitzender der Gewerkschaft öffentlicher Dienst Niederösterreich und ist seit 1991 Vorsitzender der Fraktion Christlicher Gewerkschafter Niederösterreich. 1994 wurde er zudem zum Vorsitzenden-Stellvertreter des ÖGB Niederösterreich gewählt.
Schöls vertrat zwischen dem 3. Juni 1997 und dem 11. Dezember 2002 die ÖVP und das Land Niederösterreich im Bundesrat. Im zweiten Halbjahr 2001 war er Präsident es Bundesrates. Am 20. Dezember 2002 wechselte er in den Nationalrat, schied jedoch nach der Nationalratswahl 2006 wieder aus dem Nationalrat aus. Er wurde am 22. Februar 2007 erneut in den Bundesrat gewählt, dem er bis zum 9. April 2008 angehörte. Er schied nach der Landtagswahl in Niederösterreich 2008 aus dieser Funktion aus.

## Auszeichnungen
- 2007: Großes Goldenes Ehrenzeichen für Verdienste um die Republik Österreich[2]
- Silbernes Komturkreuz des Ehrenzeichens für Verdienste um das Bundesland Niederösterreich